# Die Orsons
Die Orsons est un groupe de hip-hop allemand, composé de quatre membres. Le groupe est signé au label Chimperator Productions.

## Biographie

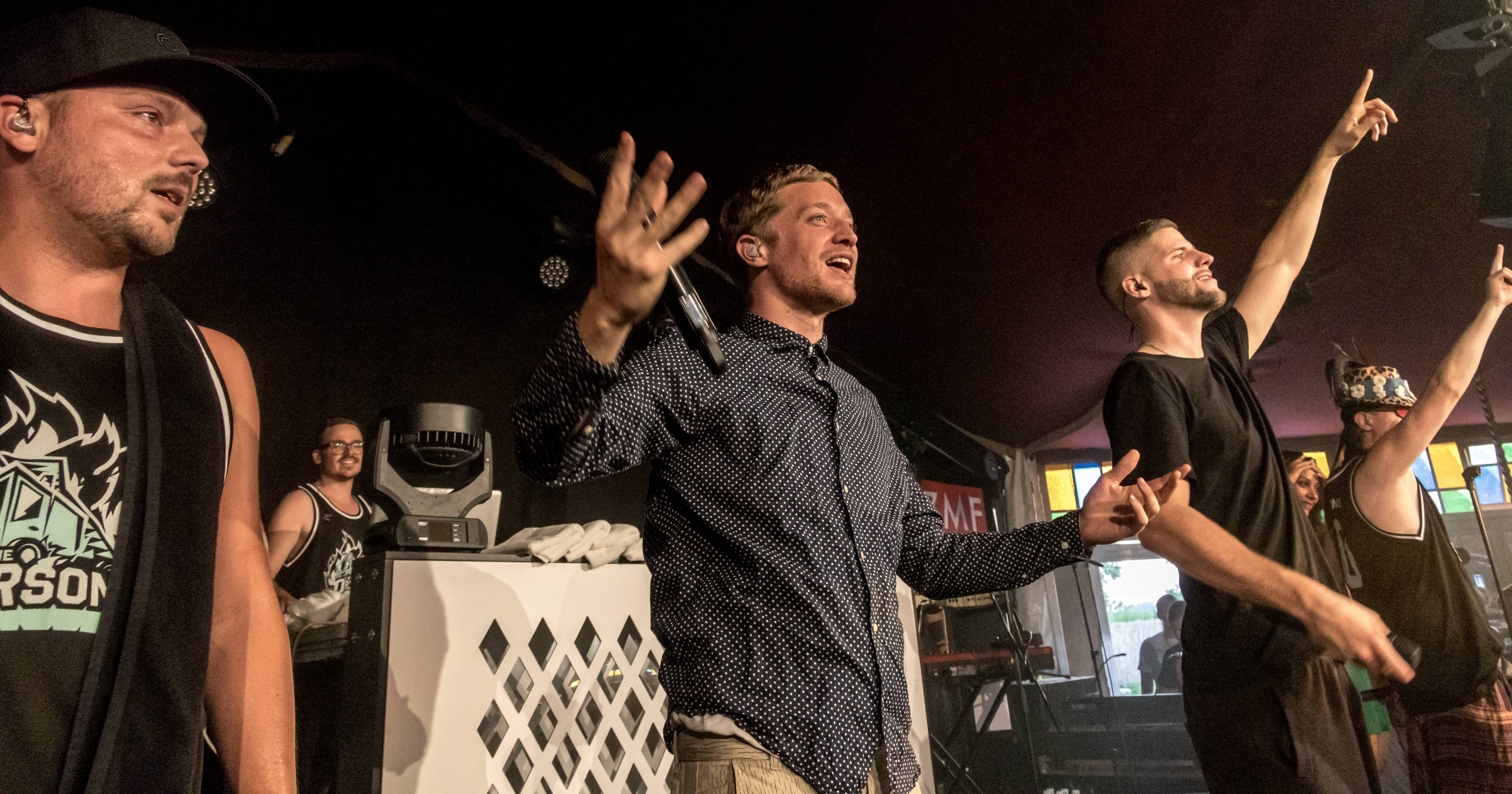
Zelt-Musik-Festival en 2015 à Fribourg-en-Brisgau, Allemagne.

Die Orsons font leur première apparition sur la mixtape Als waers das Album du duo Maeckes und Plan B avec leur chanson Orsons kleine Farm. En mai 2008, le groupe part en tournée Fast Wie Las Vegas. Le 25 juillet 2008, le groupe publie son premier album Das Album. L'album est bien accueilli par la presse spécialisée locale. Le webzine Laut.de et le magazine hip-hop Juice lui accordent un bon accueil,. Das Album est produit par Beat’Em Up, Flash Gordon, Dirty Dasmo, Mia et Christyle.
Kaas signe à la fin de 2008 un contrat avec le label Chimperator Productions, qui sert également comme plateforme de publications au duo Maeckes et Plan. Le 16 octobre 2009, le groupe publie son deuxième album, intitulé Denn dein ist das Reich und die Kraft und die Herrlichkeit, in Ewigkeit, Orsons. Avant la publication de l'album, une vidéo intitulée Souljah Boy, une reprise du titre Turn My Swag On de Soulja Boy, est mise en ligne. Plusieurs sites web américains y font référence, et Soulja Boy lui-même mettra la vidéo sur sa page YouTube. Du 15 au 22 octobre 2009, le groupe achève une tournée sous le titre Aqua Robot Tour 2009 dans huit villes différentes. À Stuttgart, le groupe joue avec Olli Banjo, et est soutenu à Cologne par le duo Huss und Hodn.
À la fin de 2009, le groupe ouvre à la tournée de Fettes Brot. En février 2010, ils participent au concert 11 Jahre Chimperator Tour avec Kodimey et Vasee. Du 29 avril au 10 mai 2010, Kaas, Maeckes, Tua et Plan B ouvre pour dix concerts de Fettes Brot. 

## Membres
- Bartek Nikodemski dit Bartek
- Lukas Michalczyk dit Kaas
- Markus Winter dit Maeckes
- Johannes Bruhns dit Tua

## Discographie

### Albums studio
- 2008 : Das Album
- 2009 : Die Orsons die Herrlichkeit in Ewigkeit Orsons
- 2012 : Das Chaos und die Ordnung
- 2015 : What's Goes?
- 2019 : Orson's Island

### EP
- 2009 : Die Orsons, EP
- 2012 : Jetzt

### Singles
- 2008 : Wenn der Himmel sich grau färbt
- 2009 : Es fühlt sich gut an ein Orson zu sein (77store Exklusiv)[10]
- 2009 : Fußgängerzone
- 2013 : Rap ist geil